# Королёв, Евгений Степанович
Евгений Степанович Королев (род. 24 июля 1978, Свердловск) — российский хоккеист и тренер.

## Биография
Воспитанник клуба СДЮШОР ЦСКА имени Валерия Харламова. С 7 лет занимался в группе Сергея Гимаева. В 17 лет уехал в Северную Америку с Максимом Спиридоновым.
Был выбран «Нью-Йорк Айлендерс» на драфте НХЛ 1996 года в 8 раунде под номером 192, заново прошёл драфт в 1998 году, был выбран той же командой под номером 182 в 7 раунде. Провёл 43 матча в НХЛ, забросил 1 шайбу и сделал 4 результативных паса.
В 2002-м году вернулся в Россию и подписал контракт с ярославским «Локомотивом». Стал чемпионом страны в составе команды в сезоне 2002/03. Бронзовый призёр Кубка Шпенглера-2003. В сезон 2005/06 в составе «Динамо» победитель Кубка европейских чемпионов. Дебютировал в составе сборной России на этапе Евротура Кубок «Карьяла». В составе «Торпедо» играл с 2009 по 2010 год. Провёл 69 игр, в которых набрал 29 (3 + 26) очков и 76 штрафных минут. Стал самым результативным игроком обороны клуба двух сезонов. По ходу сезона 2010/11 перешёл в московское «Динамо», в котором провел 5 игр, сделал 1 результативную передачу и отметился 4 минутами штрафа. В сезоне 2011/12 перешёл в «Нефтехимик», в 46 матчах набрал 9 (1 + 8) очков и 44 штрафных минут при показателе полезности «+7».
Весной 2012 подписал контракт с ярославским «Локомотивом». В 2013 году играл в тольяттинском клубе «Лада».
С сезона 2016—2017 работал тренером клуба Континентальной хоккейной лиги «Барыс» (Астана, Казахстан).
С сезона 2019—2020 возглавил команду «Темиртау» (Казахстан).